# Mueang Ranong (huyện)
Mueang Ranong (tiếng Thái: เมืองระนอง) là huyện thủ phủ (Amphoe Mueang) của tỉnh Ranong, miền nam Thái Lan.

## Địa lý
Các huyện giáp ranh (từ phía bắc theo chiều kim đồng hồ) là: La-un of Ranong Province, Phato của Chumphon Province, và Kapoe của Ranong. Về phía tây bên kia cửa sông Kraburi là Tanintharyi Division của Myanmar.

## Hành chính
Huyện này được chia thành 9 phó huyện (tambon), các đơn vị này lại được chia ra thành 39 làng (muban). Thị xã (thesaban mueang) Ranong nằm trên toàn bộ tambon Khao Niwet. Có ba đô thị phó huyện (thesaban tambon) - Ngao và Pak Nam mỗi đơn vị nằm trên một tambon cùng tên, while Bang Rin nằm trên toàn bộ tambon. Có 7 Tổ chức hành chính tambon (TAO).
| \| STT. \| Tên \| Thai \| Số làng \| Dân số \| \| \| ---- \| ------------ \| -------- \| ------- \| ------ \| \| \| 1. \| Khao Niwet \| เขานิเวศน์ \| - \| 16163 \| \| \| 2. \| Ratchakrut \| ราชกรูด \| 8 \| 9623 \| \| \| 3. \| Ngao \| หงาว \| 5 \| 8526 \| \| \| 4. \| Bang Rin \| บางริ้น \| 6 \| 24903 \| \| \| 5. \| Pak Nam \| ปากน้ำ \| 6 \| 9945 \| \| \| 6. \| Bang Non \| บางนอน \| 5 \| 13044 \| \| \| 7. \| Hat Som Paen \| หาดส้มแป้น \| 3 \| 3525 \| \| \| 8. \| Sai Daeng \| ทรายแดง \| 4 \| 4010 \| \| \| 9. \| Ko Phayam \| เกาะพยาม \| 2 \| 830 \| \| | Map of Amphoe |          |         |        |  |
| STT. | Tên           | Thai     | Số làng | Dân số |  |
| 1. | Khao Niwet    | เขานิเวศน์ | -       | 16163  |  |
| 2. | Ratchakrut    | ราชกรูด   | 8       | 9623   |  |
| 3. | Ngao          | หงาว     | 5       | 8526   |  |
| 4. | Bang Rin      | บางริ้น    | 6       | 24903  |  |
| 5. | Pak Nam       | ปากน้ำ    | 6       | 9945   |  |
| 6. | Bang Non      | บางนอน   | 5       | 13044  |  |
| 7. | Hat Som Paen  | หาดส้มแป้น | 3       | 3525   |  |
| 8. | Sai Daeng     | ทรายแดง  | 4       | 4010   |  |
| 9. | Ko Phayam     | เกาะพยาม | 2       | 830    |  |